# 取捨選択
| ウィキペディアには「取捨選択」という見出しの百科事典記事はありません（タイトルに「取捨選択」を含むページの一覧/「取捨選択」で始まるページの一覧）。 代わりにウィクショナリーのページ「取捨選択」が役に立つかもしれません。 |